# ベンジャミン・フランクリン
ベンジャミン・フランクリン（英語: Benjamin Franklin, グレゴリオ暦1706年1月17日〈ユリウス暦1705年1月6日〉 - 1790年4月17日）は、アメリカ合衆国の政治家、外交官、著述家、物理学者、気象学者。印刷業で成功を収めた後、政界に進出しアメリカ独立に多大な貢献をした。また、凧を用いた実験で、雷が電気であることを明らかにしたことでも知られている。現行の米100ドル紙幣に肖像が描かれている他、1963年まで米50セント硬貨にも肖像が用いられた。
勤勉性、探究心の強さ、合理主義、社会活動への参加という18世紀における近代的人間像を象徴する人物。己を含めて権力の集中を嫌った人間性は、個人崇拝を敬遠するアメリカの国民性を超え、アメリカ合衆国建国の父の一人として讃えられる。『フランクリン自伝』はアメリカのロング・ベストセラーの一つである。

## 家族と生い立ち

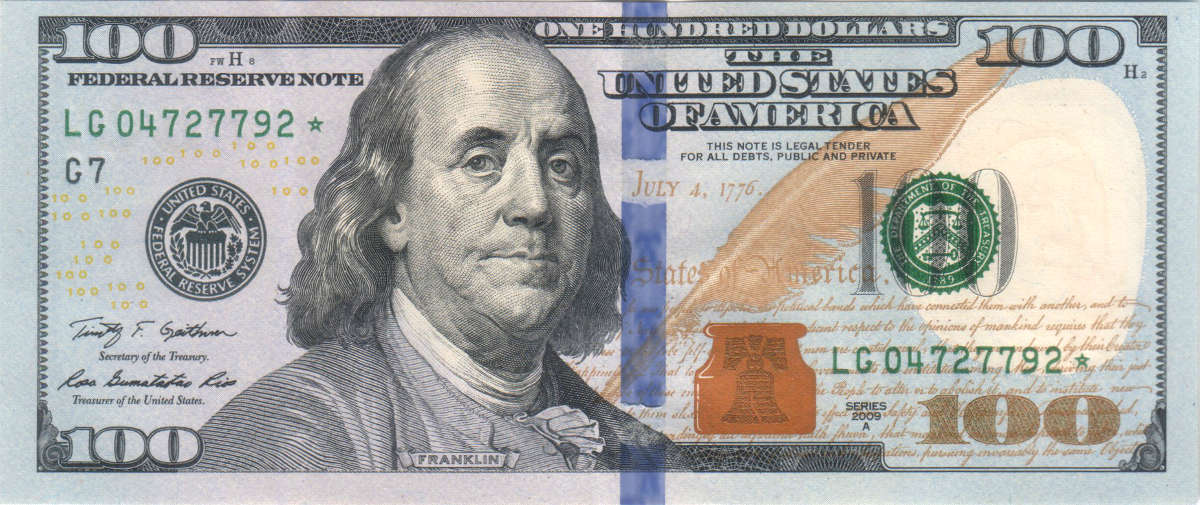
100ドル紙幣に描かれているフランクリン

ベンジャミン・フランクリンの父親、ジョサイア・フランクリンは1657年12月23日にイングランド王国のノーザンプトンシャー、エクトンで鍛冶屋および農民のトマス・フランクリンと妻のジェーン・ホワイトの間に生まれた。フランクリンの母親アビア・フォルジャーは1667年8月15日にマサチューセッツ湾植民地ナンタケットで製粉業者および教師のピーター・フォルジャーと妻のメアリー・モリス・フォルジャーの間に生まれた。
1677年頃にジョサイアはエクトンでアン・チャイルドと結婚した。1683年の後半に夫妻はイングランド王国を発ち、イギリス領北米植民地のマサチューセッツ湾植民地ボストン市に向かった。
アンはボストンで7月9日に死去し、ジョサイアは11月25日にアビアと再婚した。有名な凧揚げ実験は、本人ではなく彼の婚外子が行っている
。

## 年譜
- 1706年1月6日（ユリウス暦）、ボストンのミルク・ストリートで生まれる。父親のジョサイア・フランクリンは獣脂ろうそく製造を行っていた。ジョサイアは二度の結婚で17人の子供をもうけた。ベンジャミンはその15番目であった。
- 1716年、10歳で学校教育を終える。
- 1718年、『ニュー・イングランド・クーラント』紙を印刷出版していた兄のジェームズの徒弟となった。その後、次第に記者や編集者として頭角を現した。同紙の自由主義的論調により兄が投獄されたときは、代わりに発行人となったこともある。
- 1723年1月、総会(ジェネラル・コート)はジェームズにボストン市内での印刷を禁止する命令を出した。しかし印刷屋の名義を兄からベンジャミンに替え、クーラント紙を継続した。ベンジャミンは兄との何度かの喧嘩の末に縁を切り、ボストンを出ることを決意した。同年秋にボストンを後にし、当初はニューヨークへ向かったが印刷工の職はなく、すぐにフィラデルフィアに移って職を得た[2]。
- 1724年、知事の勧めによりロンドンに行き、植字工として働く。
- 1726年に帰国、印刷業を再開する。
- 1729年、植民地時代もっとも読まれていた『ペンシルベニア・ガゼット』紙を買収。アメリカ初のタブロイド誌を発行。
- 1730年、フィラデルフィアのセントジョーンズ・ロッジ(St. John’s Lodge)にてフリーメイソンに入会[3][注釈 3]。
- 1731年、フィラデルフィアにアメリカ初の公共図書館（フィラデルフィア組合図書館）を設立する。この図書館は成功を収め、これを規範にアメリカの他の都市にも図書館が開設されるようになった。
- 1734年、『貧しいリチャードの暦』[注釈 4]を発案し、よく知られるようになった。[4]
- 1734年、ウォーター・ストリートのタン・タヴァンのフリーメイソンリー（フリーメイソン）のロッジで、グランド・マスターに選ばれた。
- 1737年、フィラデルフィアで郵便局長に就任。
- 1743年、アメリカ学術協会を設立した。
- 1748年、印刷業から手を引き、公職に専念するようになる。ペンシルベニア植民地議員や郵便総局長をつとめた。啓蒙思想の普及に身をささげた。
- 1751年、フィラデルフィア・アカデミー（後のペンシルベニア大学）を創設。
- 1752年、凧の実験により、雷と電気が同じものであることを証明。
- 1753年、英領北米郵政副長官。
- 1754年に勃発したフレンチ・インディアン戦争ではイギリス軍のための軍需品調達に奔走した。オルバニー会議で植民地の連合計画を提案。
- 1757年、植民地の待遇改善を要求するためにイギリスに派遣された。このとき、彼の科学的な業績を称えオックスフォード大学にて名誉学位を授与されている。
- 1761年、ガラス製の楽器 グラス・ハーモニカ を発明
- 1775年、大陸会議から初代郵政長官に任命され、1年3ヶ月間務める。
- 1776年、アメリカ独立宣言の起草委員となり、トーマス・ジェファーソンらと共に最初に署名した5人の政治家のうちの1人となった。独立戦争中は、パリのパッシー（現在のパリ16区）に一時滞在した。パリの社交界を中心に活動し上流階級の女性の人気を得た。当時のマナーである鬘を着けず、田舎風の毛皮の帽子をかぶりパリの社交界に現れたとされているが、これはフランス人のもつ「古い文明に毒されない素朴な人々」というアメリカ人のイメージを利用したという逸話がある。その後欧州諸国との外交交渉に奔走。独立戦争へのフランス王国の協力・参戦と、他の諸国の中立を成功させる。
- 1778年4月7日 パリでヴォルテールをフリーメイソンリーに入会させる。
- 1783年4月3日 パリで中立国のスウェーデンとの間でアメリカ・スウェーデン友好通商条約を締結する。
- 1783年9月3日 同パリでイギリスとの間でアメリカ独立を承認するパリ条約の使節団一員として参加。
- 1790年4月17日 フィラデルフィアで、84歳で死去。葬儀は国葬であった。

## 科学的業績・発明
フランクリンは科学や発明に興味を示し、独学で様々な業績を残した。
- ライデン瓶の実験を知り、電気に興味を持つ。1752年、雷を伴う嵐の中で凧をあげ、凧糸の末端にワイヤーで接続したライデン瓶により雷雲の帯電を証明するという実験を行った（凧の実験）[注釈 2]。また、雷の電気はプラスとマイナスの両方の極性があることも確認したといわれている。この命がけの研究結果によってフランクリンはロンドン王立協会の会員となった[5]。この逸話は有名になったが、検証実験や同じような実験をしようとして多くの死者が出たため、現在はあまり紹介されない。この逸話が紹介される際には、「フランクリンが死ななかったのは運が良かっただけ」「絶対に真似をしてはいけない」という解説がほぼ必ずされている。それほどまでにあまりにも危険すぎる実験である。本人は十分に安全に配慮していたが、それでも現在からみれば自殺行為に近いほどである。
- 避雷針、フランクリンストーブ（英語版）として知られる燃焼効率の良いストーブ、遠近両用眼鏡、グラスハーモニカなどを発明した。これらの発明に関する特許は取得せず、社会に還元した。ロッキングチェアーの考案者として挙げられることもあるが、これはフランクリン以前から存在していたもので疑わしい。
- 1758年にジョン・ハドリーと共に蒸発熱を使って物体を急速に冷却する実験を行い、周囲の気温が65 °F (18 °C)の状態で、温度計の球部を 7°F（−14℃）にまで冷却することができた。エア・コンディショナーに直接は繋がらないが、冷却に関する初期の実験とされる。
- 夏時間を考案したが、この時代には採用されなかった。

### 気象学への貢献
フランクリンは自然の深い探求者で、以下に示すように気象にも深い興味を抱いていた。ただし（1）と（2）はまだアメリカがイギリスの植民地だった頃のことである。

#### (1)嵐が移動することの発見
当時嵐については目の前で起こっている雨と風のことしかわからず、嵐がどういう構造や性質や規模を持っているのかなどは全く未知だった。フランクリンは、測定器や観測網がないにもかかわらず嵐が風とともに移動していることに世界で初めて気づいて、それを分析して書き残した。フランクリンの発想が優れていたのは、気象観測網がまだ十分整備されていない時代に、月食という同時の現象を利用し新聞を通して各地の嵐の様子を観察した点だった。
フィラデルフィアに住んでいた彼は、1743年10月21日にアメリカ大陸東部で起こる予定だった月食を楽しみにしていたが、当日は日暮れ前から嵐で天候が崩れたため、月食を見ることはできなかった。ところが彼は後日ボストンの新聞でそこでは予定通り月食を見ることができたことを知った。それでフィラデルフィアで嵐であった時刻に、ボストンはまだ嵐になっていなかったことに気付いた。彼は他の地方の新聞も調べて、嵐が移動してフィラデルフィアから４時間経って400マイル（約640 km）離れたボストンに到達したのではないかと考えた。これをもとに彼は嵐の移動速度を時速100マイル（時速約160km）と推測した 。これは現在から見ると明らかに速過ぎであるが、嵐が移動することに気づいて、その移動速度を世界で初めて見積もったものとなった。こういう嵐に関する知識は、嵐のメカニズムを解明しようとする19世紀半ばのアメリカ暴風雨論争に引き継がれていった。

#### (2)熱対流と竜巻に関する考察
彼は竜巻を観察し、それが凪と酷暑の後に出現する点に注目した。そして1753年に竜巻を次のように解釈した。"熱は地上付近の大気を希薄する。それが上昇することによって地表気圧の低下を生み出す。気圧が低下すると涼しい大気が四方八方から内部へ流れ込む。大気は低圧部の中心付近に着くと上昇しなければならないが、すぐには運動方向を変えることができない。その代わりにちょうど液体が樽の底の穴に向かって渦を巻く際に右に曲がるように、大気は右に曲がって回転しながら上昇する" 。このフランクリンの解釈は、ほぼ1世紀後に連続した観測データによって裏付けられ、嵐の特徴とその起源の解明のきっかけになった。

#### (3)火山噴火と季節変動への洞察
彼は気候変動にも強い関心があった。1783年にアイスランドのラキ火山とその近郊のグリムスヴォトン火山が噴火して、大量の火山灰が大気中に放出された。このときのヨーロッパの状況はグレート・ドライ・フォッグとも呼ばれている。フランクリンはこの年の夏の日射が異常に弱く、次の冬は厳冬となったことに気付いた。彼はこの原因を「大気中の塵による煙霧が日射を散乱して地上に届く熱が減ったため」ではないかと考えた。彼は"これまでの歴史上の厳冬もこのような煙霧の後に起こっているかどうかを調査して、もしそうであればそういう煙霧が起こった際には引き続いて起こる厳冬への対策を事前に講じることができる"と指摘した。現在では大規模な火山噴火で火山ガスが成層圏に入ると、エアロゾル（大気中の塵）になって長期間にわたって日射を反射や散乱し、数年間寒冷になることが知られている。フランクリンは気候変動を予測する先駆者でもあった。

## フランクリンの十三徳
『自伝』(第6章)によると、1728年ごろに彼は「道徳的完全に到達する大胆で難儀な計画」を思いついた。この理想を実行するため、自らの信念を十三の徳目にまとめた。彼は毎週、一週間を徳目の一つに捧げて、年に4回この過程を繰り返した。
1. 節制 飽くほど食うなかれ。酔うまで飲むなかれ。
2. 沈黙 自他に益なきことを語るなかれ。駄弁を弄するなかれ。
3. 規律 物はすべて所を定めて置くべし。仕事はすべて時を定めてなすべし。
4. 決断 なすべきをなさんと決心すべし。決心したることは必ず実行すべし。
5. 節約 自他に益なきことに金銭を費やすなかれ。すなわち、浪費するなかれ。
6. 勤勉 時間を空費するなかれ。つねに何か益あることに従うべし。無用の行いはすべて断つべし。
7. 誠実 詐りを用いて人を害するなかれ。心事は無邪気に公正に保つべし。口に出すこともまた然るべし。
8. 正義 他人の利益を傷つけ、あるいは与うべきを与えずして人に損害を及ぼすべからず。
9. 中庸 極端を避くべし。たとえ不法を受け、憤りに値すと思うとも、激怒を慎むべし。
10. 清潔 身体、衣服、住居に不潔を黙認すべからず。
11. 平静 小事、日常茶飯事、または避けがたき出来事に平静を失うなかれ。
12. 純潔 性交はもっぱら健康ないし子孫のためにのみ行い、これにふけりて頭脳を鈍らせ、身体を弱め、または自他の平安ないし信用を傷つけるがごときことあるべからず。
13. 謙譲 イエスおよびソクラテスに見習うべし。

## 著書（日本語訳）
- フランクリン自伝 The Autobiography of Benjamin Franklin
  - ベンジャミン・フランクリン自叙伝（望月與三郎訳、上田済生堂 1889年）
  - ベンジャミン・フランクリン自叙伝（川上武若訳、浅岡書籍店 1897年）
  - フランクリン自叙伝（竹村脩訳、内外出版協会 1910年）
  - 立志成功 新訳フランクリン（笹山準一訳、精華堂書店 1910年）
  - フランクリン自伝（松本慎一訳、岩波文庫 1937年）
    - 改訳版（松本慎一・西川正身訳）1957年、改版2010年
    - 岩波書店・岩波クラシックス 1982年。単行版

  - フランクリン自伝（荒木敏彦訳、角川文庫 1964年）
  - フランクリン自伝（鶴見俊輔訳、旺文社文庫 1967年／土曜社 2015年)
  - 「世界大思想全集 哲学・文芸思想篇 25　フランクリンほか」河出書房新社 1959年 - 久保芳和訳「回想録」所収
  - 人生の名著 8（大和書房 1968年） - 三浦富美子訳『フランクリン自伝』所収
  - 世界の名著 33（中央公論社 1970年） - 渡邊利雄訳『フランクリン自伝』所収
    - 新版（中公バックス『世界の名著40』） 1980年
    - 改訂版 中公クラシックス 2004年

  - フランクリン自伝（斎藤正二訳、講談社文庫 1973年）
  - フランクリン自伝（岡田忠軒訳、潮文庫 1973年）
  - すらすら読める新訳 フランクリン自伝（芝瑞紀訳、サンマーク出版 2023年）
- 貧しいリチャードの暦 Poor Richard's Almanack[注釈 6]
  - 出世暦（菅野徳助・奈倉次郎訳註 三省堂 1907年）
  - プーア・リチャードの暦（真島一男監訳、ぎょうせい 1996年）
- フランクリンの手紙（蕗沢忠枝訳、モダン日本社 1942年）- 書簡集
  - 岩波文庫 1951年、復刊 2003年
- ベンジャミン・フランクリン：アメリカ古典文庫 1（池田孝一訳、亀井俊介解説、研究社出版 1975年） 
富に至る道、自由と必然、快楽と苦病についての論、アメリカへ移住しようとする人びとへの情報、北アメリカの野蛮人に関する寸言、奴隷売買論、善女文集、おせっかい屋、ポリー・ベイカーの弁論、蜉蝣、チェスの倫理、楽しい夢を見る技術 ほか
- 引用句集
  - 偉人研究第四編 フランクリン言行録（中里介山編訳、内外出版協会 1907年）
  - フランクリン成功訓 如何にして成功するか（白井二峯編訳、東京堂 1908年）
  - 超訳ベンジャミン・フランクリン 弱さに一瞬で打ち勝つ無敵の言葉（青木仁志編訳、ライツ社 2017年）、アチーブメント出版・文庫判 2019年
  - ベンジャミン・フランクリン 富に至る道（森由美訳、アチーブメント出版・文庫判 2019年）
  - フランクリン人生を切り拓く知恵（佐藤けんいち編訳、ディスカヴァー・トゥエンティワン 2022年）

## 伝記など（邦文）
- フランクリン R.バーリンゲーム 中村保男訳、時事通信社, 1956.
- フランクリン研究 その経済思想を中心として 久保芳和、関書院, 1957. 関西学院大学経済学双書
- フランクリンとアメリカ文学 渡辺利雄、研究社出版, 1980.4. 研究社選書
- 進歩がまだ希望であった頃 フランクリンと福沢諭吉 平川祐弘、新潮社, 1984.9／講談社学術文庫, 1990／勉誠出版, 2017
- フランクリン 板倉聖宣、仮説社, 1996.8. やまねこ文庫
- ベンジャミン・フランクリン、アメリカ人になる ゴードン・S・ウッド 池田年穂ほか訳、慶應義塾大学出版会, 2010.
- 世界を新たに－フランクリンとジェファソン アメリカ建国者の才覚と曖昧さ バーナード・ベイリン 大西直樹・大野ロベルト訳、彩流社, 2011.

## クライスト・チャーチとフランクリンの墓地
ベンジャミン・フランクリンは、フィラデルフィアのクライスト・チャーチに通う英国国教会（聖公会）の信徒であった。墓地は同教会から近隣のわずか数ブロック西側にあるクライスト・チャーチ墓地にあり、アメリカ独立宣言書に署名した他の4人、ベンジャミン・ラッシュ、フランシス・ホプキンソン、ジョセフ・ヒューズ、ジョージ・ロスもここに埋葬されている。同教会の同一敷地内にある墓地には独立宣言書に署名した2人、ジェームズ・ウィルソンとロバート・モリスが埋葬されている。マシュー・ペリーが日本に来航する前の、1846年（弘化3年）にアメリカ東インド艦隊司令長官として浦賀に来航し幕府と開国交渉を行ったジェームズ・ビドルもこの墓地に埋葬されている。

フランクリンの墓は、墓地の北西の角に位置しており、墓地内に入らずとも、道路側からレンガの外壁に設置された青銅の柵越しにも見ることができるが、この柵は1858年にフランクリン協会の要請で一般公開するために設けられた。墓石の上にペニー硬貨を置くことはフィラデルフィアの古い伝統となっている。